# Werner Sobek
Werner Sobek (Aalen, Alemania, 16 de mayo de 1953) es un ingeniero y arquitecto alemán. Es profesor titular en la Universidad de Stuttgart y director del Instituto de Diseño y Construcción Ligeros (ILEK). Sobek dirige el estudio de arquitectura grupo Werner Sobek, y ha sido vicepresidente del Consejo Alemán de Construcciones Sustentables (DGNB).
Egtresado de la universidad de Stuttgart, en 1992 fundó el grupo Werner Sobek con oficinas a Stuttgart, Fráncfort, Nueva York, Moscú, El Cairo y Dubái. Una de sus creaciones más destacadas es la casa R 128 cuya importancia radica en su valor ecológico y que además de ser transportable, es totalmente reciclable.

## Biografía
Werner Sobek nació en 1953 en Aalen, Alemania. De 1974 a 1980, estudió ingeniería estructural y arquitectura en la Universidad de Stuttgart. De 1980 a 1986, fue becario de posgrado en el proyecto de investigación 'Wide-Span Lightweight Structures' en la Universidad de Stuttgart y terminó su doctorado en ingeniería estructural en 1987. En 1983, Sobek ganó la beca internacional Fazlur Khan de la Fundación SOM.
En 1991, se convirtió en profesor de la Universidad de Hannover y director del Instituto de Diseño Estructural y Métodos de Construcción. En 1992 fundó su propia empresa Werner Sobek, que ahora tiene oficinas en Stuttgart, Fráncfort, Londres, Moscú, Nueva York y Dubái. La compañía tiene más de 200 empleados y trabaja con todo tipo de estructuras y materiales. Sus principales áreas de especialización son la construcción ligera, la construcción de gran altura, el diseño de fachadas, las construcciones especiales hechas de acero, vidrio, titanio, tela y madera, así como el diseño de edificios sostenibles.
Desde 1994, ha sido profesor en la Universidad de Stuttgart (sucesor de Frei Otto) donde además ha sido director del Instituto de Diseño y Construcción Ligeros (ILEK). En diciembre de 2011 fundó el Instituto de Sostenibilidad de Stuttgart (SIS), una organización sin ánimo de lucro cuyo objetivo es promover la investigación sobre nuevas técnicas de construcción sostenible.

## Obras
La casa R128 es la residencia privada de la familia Sobek en Stuttgart. El edificio de cuatro pisos con forma de cubo, que está acristalado en todos los costados, es completamente reciclable y libre de emisiones. La corriente eléctrica requerida para la tecnología de calefacción y control se genera fotovoltaicamente.

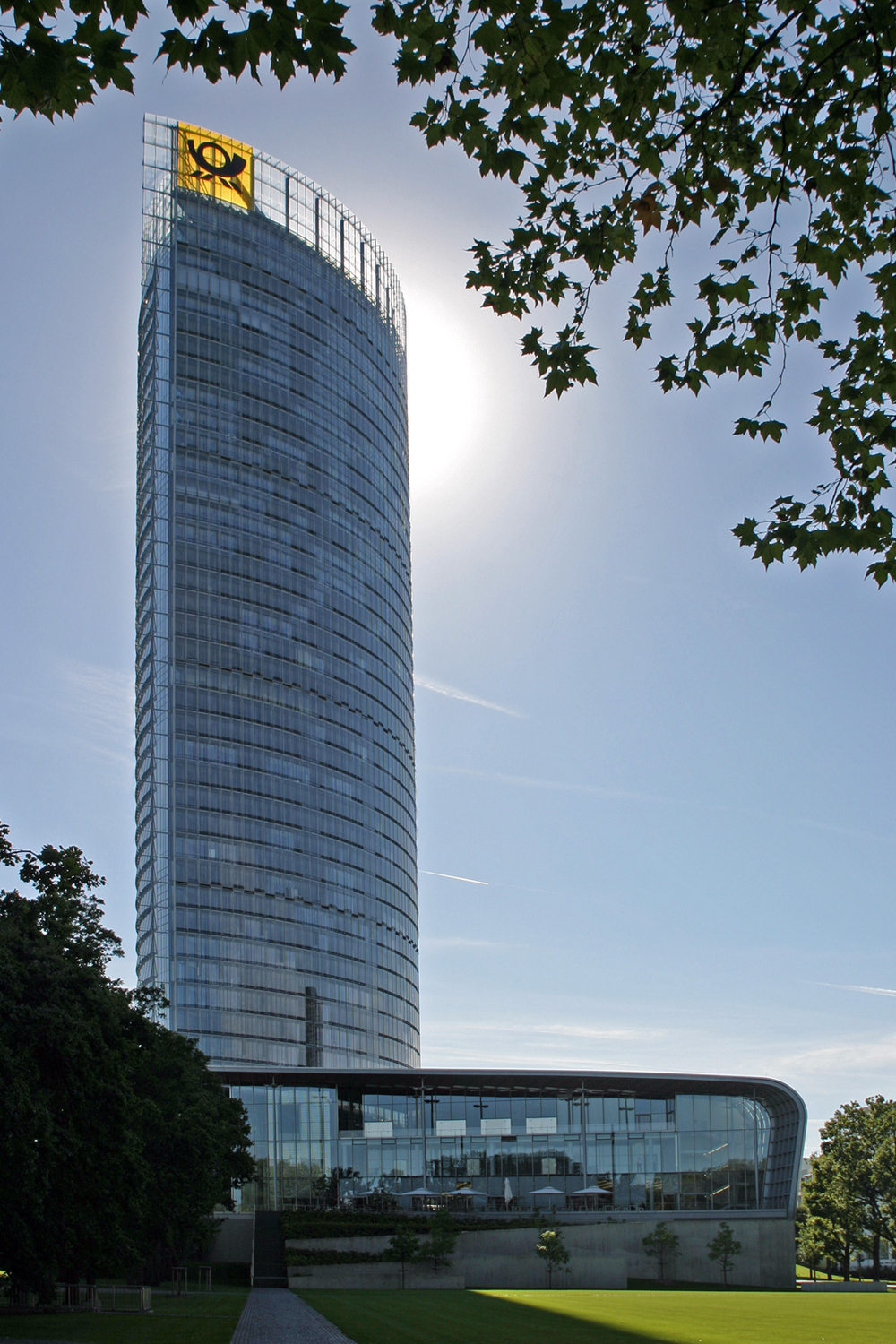
Post Tower, Bonn.

Participación en proyectos de otros arquitectos en ingeniería estructural o ingeniería de fachadas:
- ADNOC Headquarters
- Aeropuerto de Texcoco
- Aeropuerto Internacional de Kuwait (Terminal 2)
- Aeropuerto Internacional Suvarnabhumi
- Centro Heydar Aliyev
- Ciudad Blanca de Bakú
- Doha Convention Center Tower
- Estadio Alfredo Harp Helú
- Museo Mercedes-Benz
- Expo 2017 (pabellón principal)
- Post Tower
- Torres Flame, etre otros.